# Reef Point (hrabstwo Pictou)
Reef Point – przylądek (point) w kanadyjskiej prowincji Nowa Szkocja, w hrabstwie Pictou (45°47′56″N, 63°07′29″W), wysunięty w zatokę Amet Sound, na jej północno-wschodnim brzegu; nazwa urzędowo zatwierdzona 6 maja 1947.